# Кесс (округ, Міннесота)
Шаблон:StateAbbr_ 46°57′ пн. ш. 94°19′ зх. д. / 46.95° пн. ш. 94.32° зх. д.
Округ Кесс (англ. Cass County) — округ (графство) у штаті Міннесота, США. Ідентифікатор округу 27021.

## Історія
Округ утворений 1851 року.

## Демографія
За даними перепису
2000 року
загальне населення округу становило 27150 осіб, усе сільське.
Серед мешканців округу чоловіків було 13700, а жінок — 13450. В окрузі було 10893 домогосподарства, 7730 родин, які мешкали в 21286 будинках.
Середній розмір родини становив 2,9.
Віковий розподіл населення поданий у таблиці:
| Стать    | До 15 років | 15-21 | 22-29 | 30-39 | 40-49 | 50-65 | 65-85 | Понад 85 |
| -------- | ----------- | ----- | ----- | ----- | ----- | ----- | ----- | -------- |
| Чоловіки | 2737        | 1302  | 800   | 1599  | 2011  | 2864  | 2217  | 170      |
| Жінки    | 2636        | 1156  | 841   | 1616  | 1950  | 2739  | 2183  | 329      |

## Суміжні округи
- Белтремі — північ
- Ітаска — північний схід
- Ейткін — схід
- Кроу-Вінг — південний схід
- Моррісон — південь
- Тодд — південний захід
- Водена — захід
- Габбард — північний захід

## Виноски
1. ↑  US Decennial Census. US Census Bureau. Архів оригіналу за 12 квітня 2013. Процитовано 6 жовтня 2014.
2. ↑  Historical Census Browser. University of Virginia Library. Архів оригіналу за 11 Серпня 2012. Процитовано 6 жовтня 2014.
3. ↑  Population of Counties by Decennial Census: 1900 to 1990. US Census Bureau. Архів оригіналу за 4 Серпня 2014. Процитовано 6 жовтня 2014.
4. ↑  Census 2000 PHC-T-4. Ranking Tables for Counties: 1990 and 2000 (PDF). US Census Bureau. Архів оригіналу (PDF) за 18 Грудня 2014. Процитовано 6 жовтня 2014.
5. ↑  State & County QuickFacts. Бюро перепису населення США. Архів оригіналу за 8 липня 2011. Процитовано 31 серпня 2013.(англ.) Наведено за англійською вікіпедією.
6. ↑  American FactFinder. Бюро перепису населення США. Архів оригіналу за 29 липня 2011. Процитовано 31 січня 2008.

| США | Це незавершена стаття з географії США. Ви можете допомогти проєкту, виправивши або дописавши її. |